# بلاپونکت
بلاپونکت (انگلیسی: Blaupunkt) شرکت الکترونیک آلمانی است، که در سال ۱۹۲۳ تأسیس شد.